# Bartoňové z Dobenína
Bartoňové z Dobenína (původně Bartoňové, v letech 1912–1918 nobilitovaní s hodností rytíře podle předlitavského práva, poté Bartoňové-Dobenínové, nebo jen Bartoňové) je rodina textilních průmyslníků, aktivní od konce 19. století v Náchodě a okolí. Po roce 1948 jim byl majetek konfiskován, nicméně později po roce 1989 restituován a v roce 1993 byla obnovena tradice rodinné textilní firmy (Bartoň textilní závody).
Průmyslnická rodina se věnovala také rozsáhlé stavební činnosti a mecenátu umění. Koupí získali zámek v nedalekém Novém Městě nad Metují, který dali přestavět od architektů Dušana Jurkoviče a Pavla Janáka. Podobně koupili i prelaturu zrušeného Zbraslavského kláštera, sloužící tehdy jako průmyslový objekt. Na jeho adaptaci na zámek se Jurkovič také podílel. Podporovali dostavbu katedrály svatého Víta, ve které po nich byla pojmenovaná jedna nově dostavěná kaple. Za zásluhy byla rodina nobilitována v roce 1912 s titulem rytíř a právem používat přídomek z Dobenína (von Dobenín).

## Původ
Bartoňové byli potomky Václava Bartoně, který se do Žďárek přiženil v roce 1762. Prvním doloženým předkem rodu je Staněk řečený Polák (Poláček nebo vrátný). Příjmení Bartoň používá rodina od počátku 17. století.  Rodina textilních průmyslníků získala přídomek z Dobenína v roce 1912 s udělením rytířského stavu. V ženském rodě odpovídá ekvivalent dáma. Titul používali jen několik let, než bylo zákonem z roku 1918 zakázáno užívat šlechtické tituly. Úředně bylo jméno změněno na spojené Bartoň-Dobenín, fakticky někteří členové používali a používají jednoduché jméno Bartoň.

## Z historie podnikatelské činnosti v textilním průmyslu

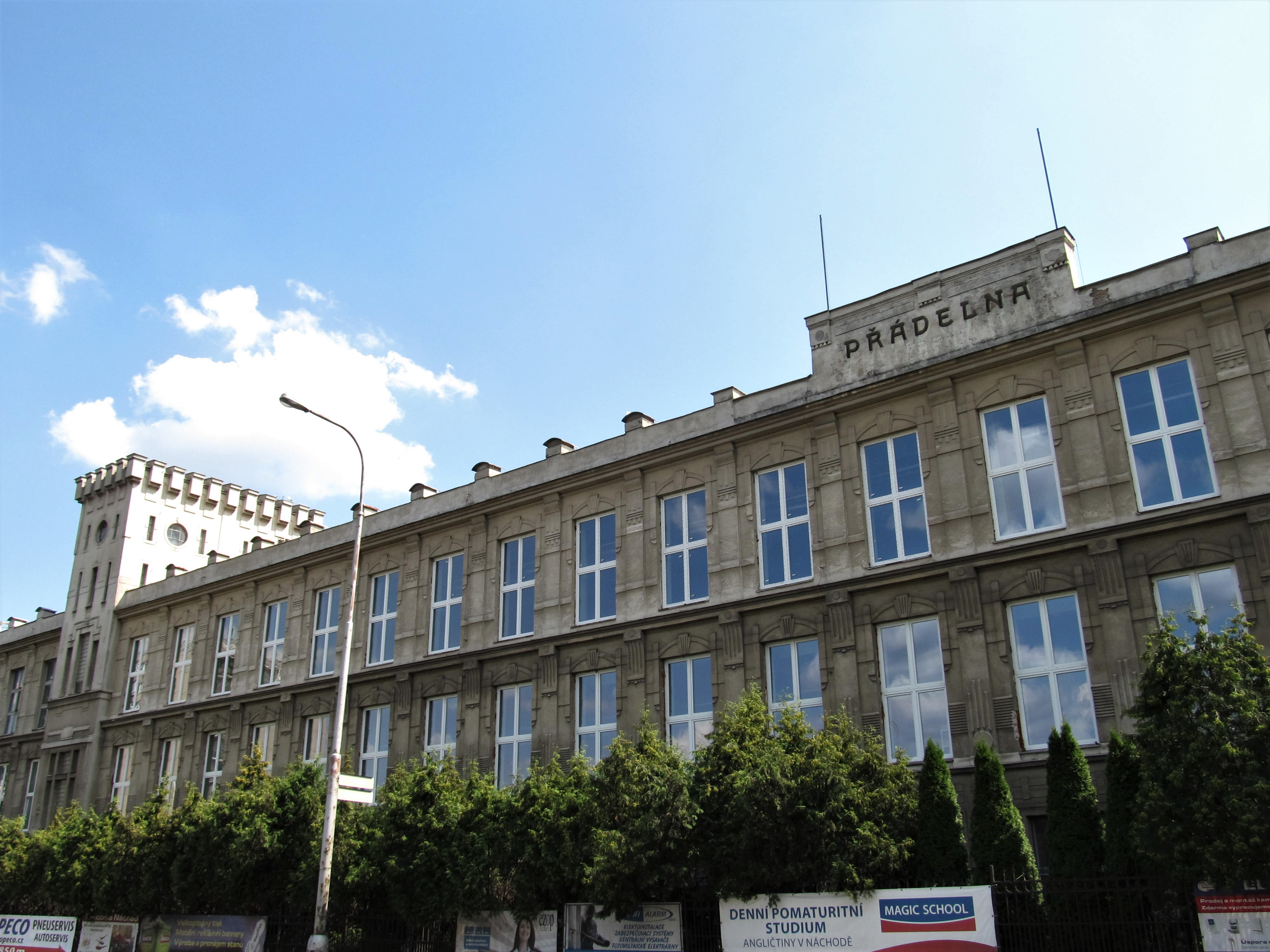
Textilní továrna Bartoňů v Náchodě

Za zakladatele podnikatelské dynastie je považován Josef Bartoň (1803–1849). Ten pocházel ze selské rodiny, jejíž existence byla poprvé písemně doložena koncem 16. století v obci Nízké Srbské. Jeho předkové se vedle zemědělství příležitostně zabývali domáckou výrobou tkanin, svůj majetek však rozmnožovali hlavně výhodným prodejem a koupí nemovitostí. Josef Bartoň byl první potomek, který se zcela zaměřil na textilní řemeslo. Za zděděné peníze koupil dva ruční tkalcovské stavy, se kterými začal asi v roce 1830 v rodinné chalupě ve Ždárkách u Náchoda vyrábět lněné plátno. Živnost se vyvíjela tak úspěšně, že mohl v roce 1842 koupit v obci Vysoká Srbská bělidlo, které rozšířil o barevnu plátna a později zaměstnával jako faktor až 300 domáckých tkalců. Jeho syn Josef (* 1838), vyučený barvíř, převzal po otcově smrti bělidlo a barevnu, po požáru v roce 1865 však budovu prodal a v roce 1866 otevřel v Náchodě barevnu plátna. V roce 1885 koupil ve Starém Městě nad Metují a v Bražci pozemky, na kterých postavil tkalcovnu se 26 moderními stroji, barevnu a tiskárnu. Molina a pracovní kepry se tam už vyráběly z bavlněné příze namísto dřívějších lněných pláten.
Tkalcovnu rozšířil v roce 1890 na 86 tkacích strojů a ustanovil syny Josefa a Cyrila za spolumajitele podniku, který od té doby nesl jméno Staroměstská mechanická tkalcovna, barevna a tiskárna Josef Bartoň a synové. V roce 1902 se vzdal svého podílu na majetku firmy a odešel do důchodu. Firma expandovala dále, takže v roce 1905 zaměstnávala asi 800 dělníků na 600 tkacích strojích. Během dalších dvou let nechali ve Starém Městě postavit novou přádelnu bavlny se 40 000 vřeteny (se zaměstnáním pro dalších 800 dělníků).
Nejstarší syn Ladislav (1858–1939) vedl nejdříve v Praze sklad otcových výrobků, v roce 1892 však vybudoval v České Skalici vlastní barevnu a tiskárnu tkanin. Podnik rozšiřoval tak, že do roku 1913 vyráběl s cca 700 dělníky tkaniny v třístupňovém provozu od přádelny až po zušlechťovnu. Ladislav byl bezdětný, proto v roce 1935 továrnu prodal svým příbuzným (za 3,8 milionu korun). Jeho bratr Arnošt začal také samostatně podnikat v textilním oboru, ale v roce 1902 zemřel. V době 1. světové války byla textilní výroba silně omezena pro nedostatek surovin, Bartoňům však přineslo válečné hospodářství zisk 55 milionů korun a v té době získali šestinový akciový podíl na textilních podnicích v Libštátu a v Ústí nad Orlicí.
Ve 20. letech 20. století rozšířili přádelnu bavlny na 85 334 vřeten a zvětšili majetek firmy o řadu činžovních domů ve Vídni a v Berlíně, které získali jako náhradu za nezaplacené zboží od insolventních odběratelů.
V roce 1937 se vzdali bratři Josef a Cyril svých podílů na firmě a majiteli se stali potomci Josef Jaromír (* 1897, syn Cyrila Bartoně) a Václav Josef (* 1909, adoptovaný syn Josefa Bartoně). Podnikatelská činnost obou bratranců byla vcelku neúspěšná. Ve 30. letech se firma s 1200 zaměstnanci musela dlouho vyrovnávat s následky celosvětové hospodářské krize a v době 2. světové války byl textilní průmysl ochromen naprostým nedostatkem surovin. V 1945 byl podnik zestátněn a zařazen jako závod 04 k tehdejšímu národnímu podniku Tepna. Oba majitelé odešli i s rodinami brzy potom do emigrace.
Josef Marian Bartoň-Dobenín (* 1942, syn Václava Josefa) dostal po politickém převratu v roce 1989 část zestátněného majetku v restitucích zpět a založil v roce 1993 ve Starém Městě nad Metují firmu Bartoň textilní závody s vlastní kapitálovou účastí asi 70 %. V přádelně, tkalcovně a úpravně bylo zaměstnáno asi 350 lidí. V roce 2005 se stal jeho syn Joseph Michael (* 1970) předsedou představenstva. V roce 2014 následovalo přejmenování na Bartoň-textil a.s., od roku 2017 s výkonným ředitelem Petrem Haškem. V roce 2016 dosáhla firma s výrobou technických tkanin obratu 156 milionů Kč se ztrátou 1,8 milionu. Výroba vlastní příze byla zastavena, v roce 2018 se počítalo s výrobou se sníženým počtem zaměstnanců na cca 90.

## Soukromý život Bartoňů, vystupování na veřejnosti a politické aktivity

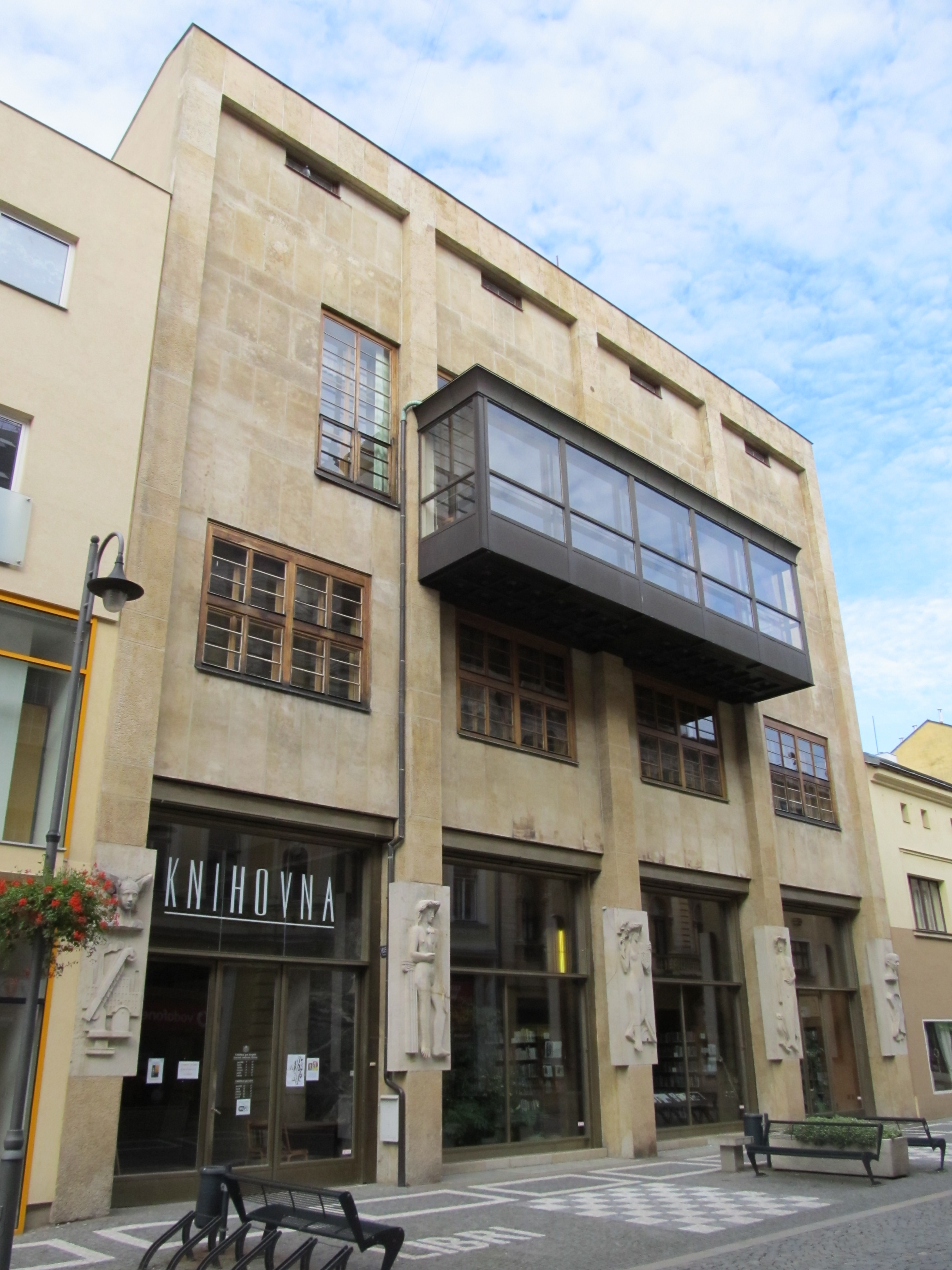
Obytný dům Cyrila Bartoně v Náchodě (architekt Novotný, 1931)

Josef Bartoň (1838–1920) měl s manželkou Annou celkem 11 dětí. Všichni mužští potomci se vyučili řemeslu a s odborným vzděláním byli připravení k převzetí vedoucích funkcí ve firmě. Pro ženské příslušnice rodiny platilo převzít „postavení manželek a hospodyň“. Všechny dcery se provdaly za podnikatele nebo zámožné občany.
Josef Bartoň se v roce 1870 přestěhoval do Náchoda, kde se o 3 roky později stal členem městského zastupitelstva, za rok na to městským radním, v roce 1899 byl jednomyslně zvolen starostou města a v roce 1906 starostou okresu Náchod. V období 1902–1934 byl předsedou Spolku českých/československých průmyslníků textilních a zastával řadu funkcí v podnikatelských organizacích.
Cyril působil v prvních letech 20. století ve vedoucích funkcích různých organizací českých podnikatelů, inicioval založení České banky v Praze a v Náchodě byl později v představenstvu Městské spořitelny. V roce 1935 kandidoval za stranu Národního sjednocení na úřad starosty Náchoda.
Oba bratři se osobně stýkali s mnoha vedoucími osobnostmi z politiky (včetně obou prvorepublikových prezidentů), hospodářství i katolické církve.
V době protektorátu Cyril odmítl spolupráci s protektorátním režimem. Podobně se zachoval syn zemřelého Josefa B. Václav Bartoň.
Naproti tomu Cyrilův syn Josef se angažoval v proněmecké politice a zastával vysoké funkce v kolaborantských organizacích. Po válce byl za to odsouzen k vysoké pokutě a v roce 1948 k pětiletému vězení. Trestu se však vyhnul tím, že uprchl i s rodinou do Švýcarska (kde v roce 1984 zemřel).
Když byl v roce 1948 zestátněn i zbytek rodinného majetku, odešel také Václav Bartoň s manželkou a se syny Václavem (* 1938) a Josefem Marianem (* 1942) do emigrace a usadili se v kanadském Torontu.

## Stavební činnost a nemovitosti

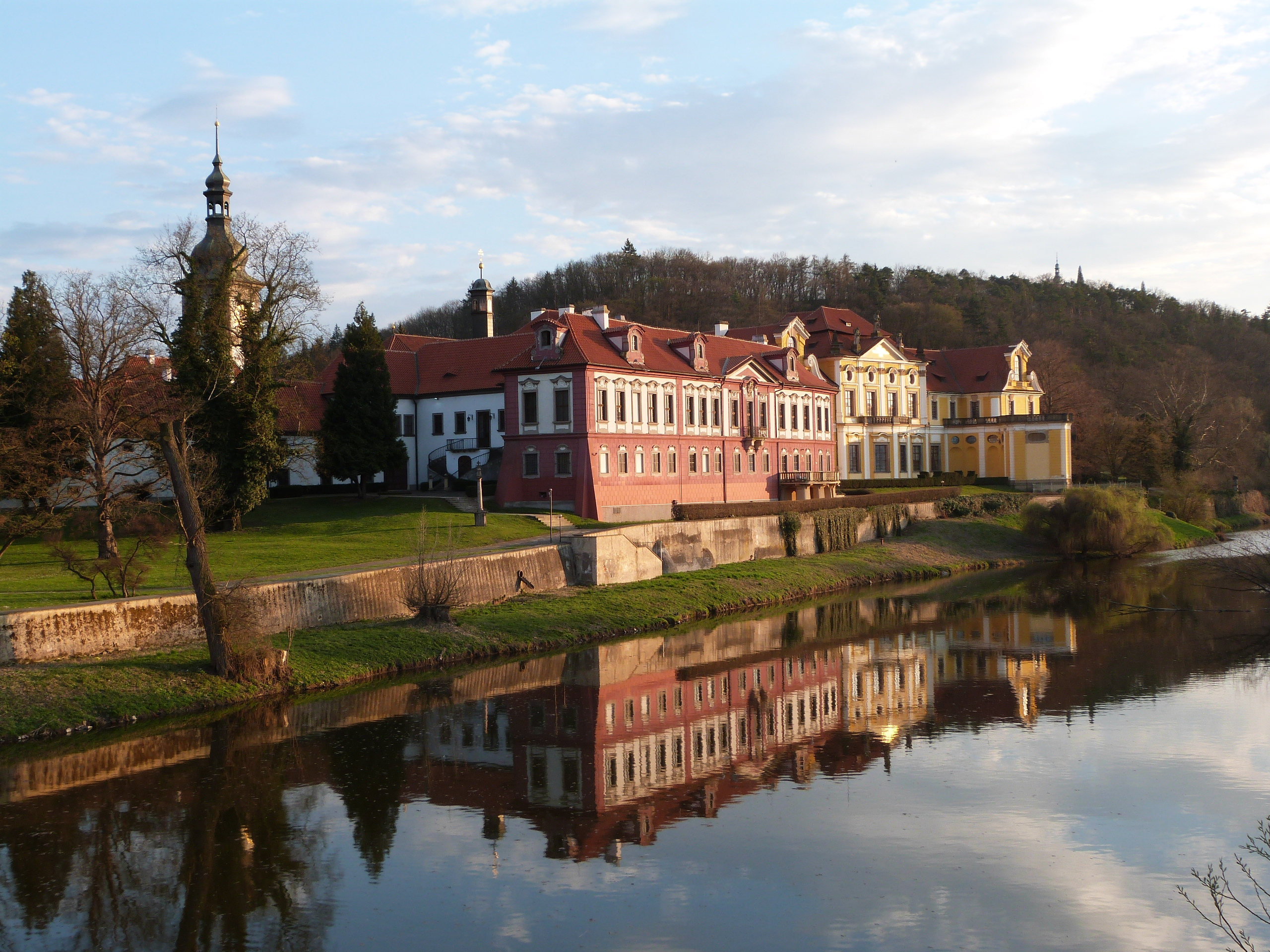
Zámek Zbraslav zakoupený Bartoni v roce 1910

V roce 1908 koupili v Novém Městě nad Metují velkostatek, na kterém přestavěli renesanční zámek (za 2,5 milionu korun) a cca 1200 hektarů lesa ve dvou revírech. (Dědic zámku Michael Joseph Barton ho nabízel v roce 2020 na prodej za 300 milionů korun.)
V roce 1910 koupili ve Zbraslavi velkostatek s barokními budovami, které rovněž přestavěli (za 4,5 miliony korun).
V roce 1936 zakoupil Cyril Bartoň pro své vnuky Ladislava a Jiřího Čerychovi velkostatek se zámkem v Nových Hradech u Chrudimi (Vila Čerych).
Bydliště: vila Ladislava Bartoně v České Skalici (1925), reprezentativní moderní vila „Petrův dvůr“ Josefa Bartoně juniora (1929), reprezentativní obytný dům Cyrila Bartoně v centru Náchoda (1931).

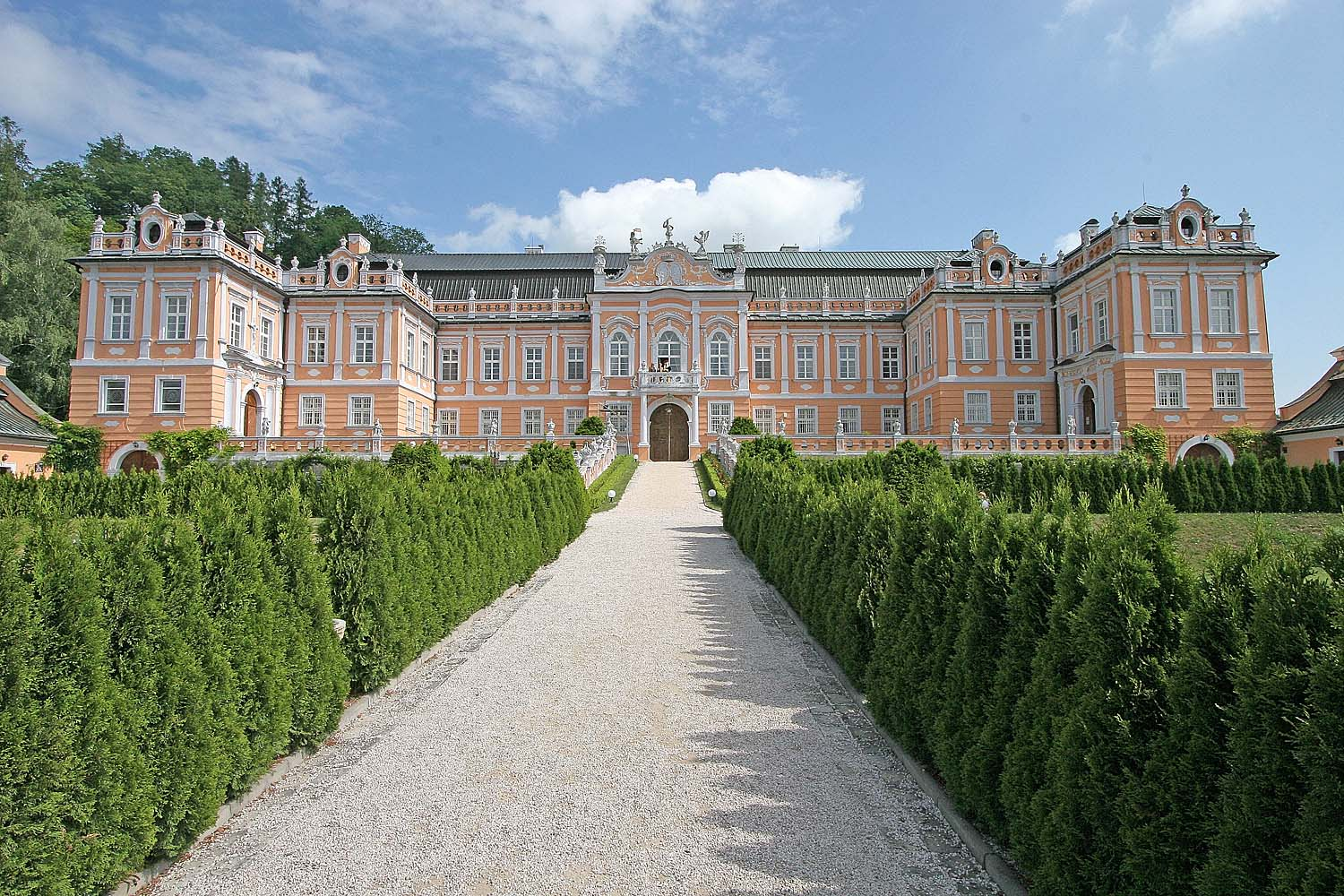
Zámek Nové Hrady, majetek vnuků Cyrila Bartoně

## Filantropické aktivity
Bartoňové vydali ve 20. století (asi v letech 1909 až 1935) kolem 10 milionů korun na dobročinné účely.
Zřídili např. v Náchodě sirotčinec, Spolek k podpoře chudých studujících, podporovali školy, charitativní instituce a tělovýchovné spolky. Ve Starém Městě nechali postavit nový starobinec a chudobinec. Ladislav Bartoň nechal v České Skalici postavit 24 dělnických domků.
Podporovali opravy a údržbu kostelů a klášterů, v pražském chrámu svatého Víta financovali vybavení jedné kaple za 700 tisíc korun. Kaple je známa jako kaple Bartoňů a zasvěcena je Anežce České.

## Sběratelská činnost
Zejména Cyril Bartoň věnoval značné částky peněz do nákupu cenných starožitností (obrazů, koberců) a restaurace uměleckých děl (na zbraslavském zámku).
Bartoňové přispěli také k financování nákupu mnohých historických děl do státních muzeí.
Nová umělecká díla vznikla, když nechali zvěčnit příslušníky rodiny známými umělci na portrétech (např. František Ženíšek, Max Švabinský) a bustách (Otakar Španiel).

## Členové rodu a potomci

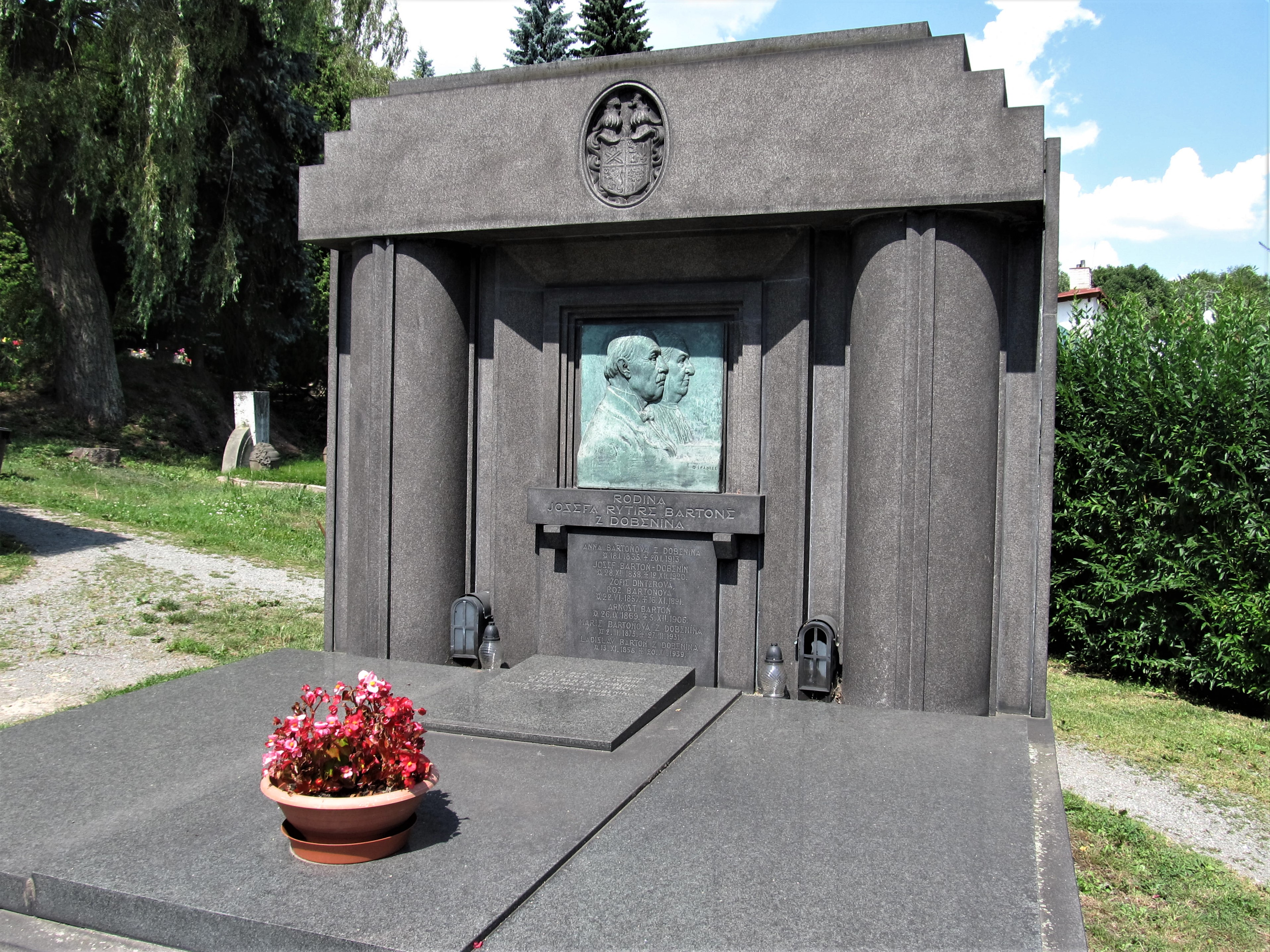
Hrobka rodiny Josefa Bartoně (1838–1920) na hřbitově v Náchodě

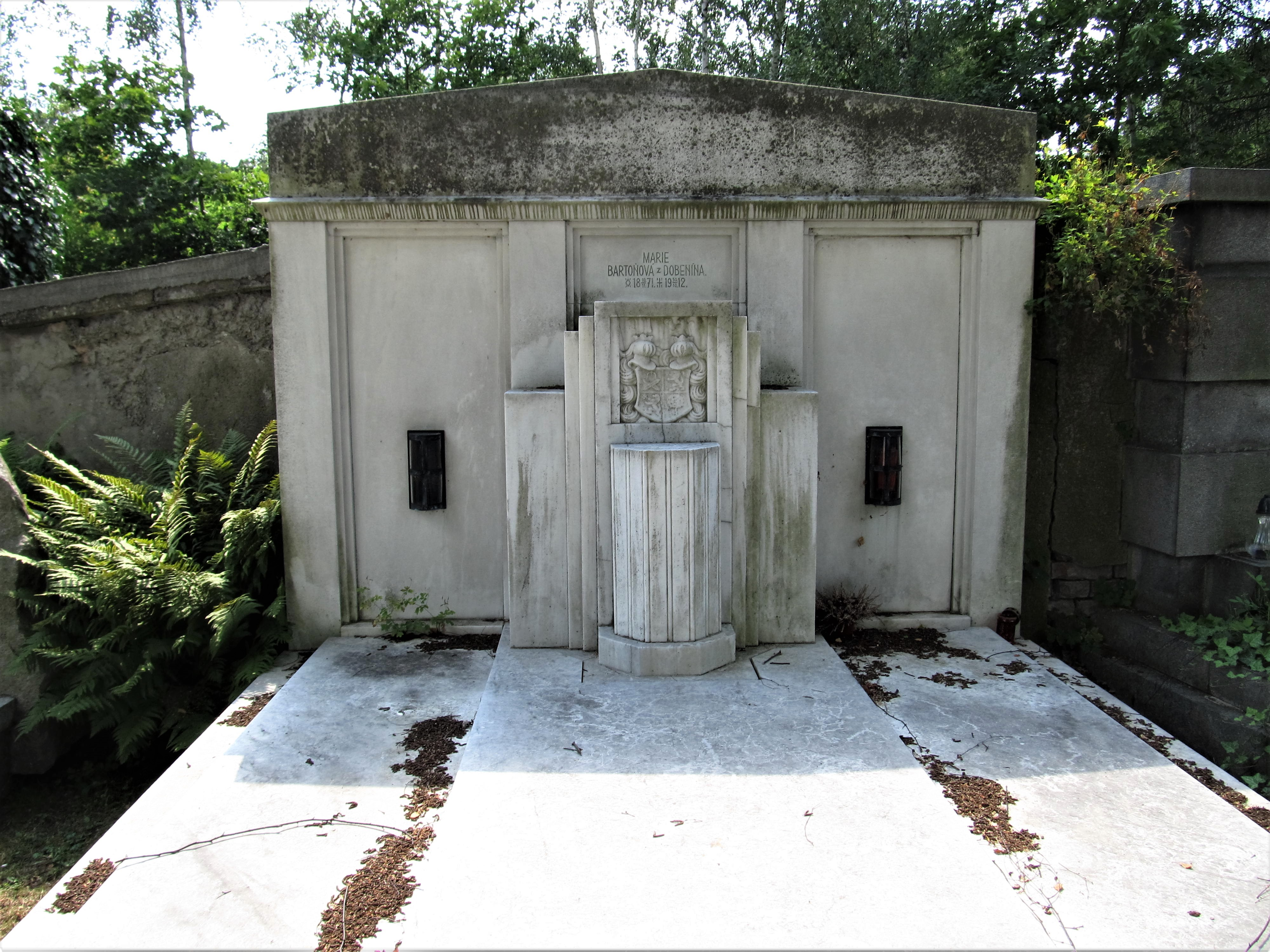
Hrobka Marie Bartoňově, rozené Tiché (1871–1912), manželky Cyrila Bartoně, na hřbitově v Náchodě

Rodokmen vychází z Almanachu českých šlechtických a rytířských rodů.
- A1. Josef (1803–1849)
  - B1. Josef (28. 12. 1838 – 12. 12. 1920) ∞ (7. 10. 1856) Anna Kosinková (18. 1. 1835 – 20. 1. 1913), v roce 1912 povýšen do rytířského stavu, narodilo se jim 11 dětí
    - C1. Žofie (22. 6. 1857 – 16. 11. 1891) ∞ (20. 11. 1877) Alois Dinter (3. 6. 1844 – 19. 2. 1906)
    - C2. Ladislav Josef (13. 11. 1858 – 20. 11. 1939) ∞ (18. 11. 1895) Marie Zahornová (2. 3. 1873 – 27. 3. 1931)
    - C3. Anna (17. 7. 1860 – 24. 4. 1883) ∞ (24. 11. 1879) Eduard Niederle
    - C4. Františka (17. 7. 1860 – 26. 5. 1861)
    - C5. Josef Bohumil (8. 6. 1862 – 22. 4. 1951) ∞ (28. 4. 1891) Marie Zouzalová (16. 1. 1871 – 1. 10. 1957); velkoprůmyslník, prezident československého svazu textilního, majitel zámku v Novém Městě nad Metují,
      - D1. (adoptivní syn) JUDr. Václav (5. 1. 1909 – 18. 8.1982) ∞ (17. 7. 1937) Daniela Weirichová (* 4. 4. 1916); emigroval s oběma syny do Německa a usadil se v Kanadě. Po adopci získal Václav příjmení Bartoň-Bartoň (spojené rodné a adoptivní příjmení), po schválení zbytku rodiny potvrzeno jméno a titul adoptivního otce Bartoň z Dobenína, po roce 1918 úřední podoba příjmení rodiny zněla Bartoň-Dobenín[14]
        - E1. Václav (* 10. 7. 1938) ∞ (15. 9. 1965) Penelope Pattison (* 12. 12. 1942)
          - G1. Maria Thereza (* 21. 11. 1966)
          - G2. Margaret Ann (* 29. 12. 1970) ∞ (12. 9. 1998) Jason Carlyle Petch (* 22. 6. 1971)

        - E2. Josef Marian (* 4. 8. 1942) ∞ (15. 10. 1964) Pat McMahon (28. 1. 1943 – 2021[zdroj?]); restituent majetku rodiny (zámku v Novém Městě nad Metují); čestný občan města
          - F1. Patricia Diane (* 2. 1. 1966) ∞ (3. 9. 1994) Tommy Don Kale (* 28. 12. 1968)
          - F2. Daniela Brooks (* 18. 5. 1968) ∞ (13. 6. 1992) Norman Michaela Samatas (* 21. 8. 1966)
          - F3. Joseph Michael Barton Dobenin (* 13. 3. 1970) ∞ I. (29. 6. 1996) Andrea Pelíšková (* 15. 9. 1972) , ∞ II. (2. 1. 2009) Lenka Burdychová (* 11. 3. 1981); od r. 2013 majitel zámku v Novém Městě nad Metují
            - G1. Julie Diane (* 22. 3. 1999 Hradec Králové)
            - G2. Anthony Michael (* 25. 8. 2002 Hradec Králové)
            - G3. (z 2. manž.) Anna Daniela (* 6. 6. 2008 Náchod)
            - G4. (z 2. manž.) Adam Martin (* 22. 9. 2009 Náchod)

    - C6. Cyril Adolf (24. 12. 1863 – 29. 5. 1953) ∞ (31. 1. 1893) Marie Tichá (10. 9. 1871 – 31. 10. 1912); velkoprůmyslník, zakoupil Zbraslavský zámek
      - D1. Libuše Marie (14. 3. 1894 – 7. 9. 1956) ∞ (15. 1. 1918) Josef Novák (30. 5. 1892 – 24. 12. 1936); vlastnili statek Tvoršovice, jejich tři synové byli v roce 1938 adoptováni Cyrilem Dobenínem a směli tedy nést příjmení Bartoň-Dobenín
        - E1. Dr. Josef (* 26. 6. 1920 – 19.12. 2012 Weslaco, Hidalgo County, Texas, USA) ∞ (29. 6. 1953) Elizabeth York (* 21. 4. 1921 Liberty, Gage County, Nebraska, USA – 27. 5. 2018), oba pochováni na Sunrise Cemetery, Manhattan, Riley County, Kansas, USA
        - E2. Cyril (29. 6. 1922 – 29. 8. 1999) ∞ (5. 7. 1952) Milena Hanačíková (* 20. 1. 1926)
          - F1. Cyril (* 26. 3. 1953) ∞ (28. 7. 1984) Jolanta Pytlová (* 18. 1. 1954)
            - G1. Cyril (* 18. 8. 1988)

          - F2. Eva (* 9. 9. 1957)[pozn. 1] ∞ (1985) Cameron Curry (* 1953)

        - E3. Jiří (7. 11. 1925 – 1. 5. 2002)

      - D2. Jaroslava Anna (31. 3. 1896 – 7. 7. 1970) ∞ (2. 6. 1919) Rudolf Steinský-Sehnoutka (16. 6. 1892 – 20. 8. 1973), velkoprůmyslník
      - D3. Josef Jaromír (9. 6. 1897 – 1972) ∞ (24. 4. 1923) Barbora Stýblová (15. 3. 1900 – 10. 3. 1984), dcera majitele paláce Alfa; velkoprůmyslník
        - E3. Barbora (* 27. 11. 1928) ∞ (27. 11. 1953) Hubert d'Achon (3. 3. 1911 – 16. 10. 1985)

      - D4. Marie Žofie (21. 10. 1902 – 11. 11. 1989) ∞ (5. 11. 1924) Jiří Čerych (20. 8. 1896 – 27. 12. 1977), velkoprůmyslník

    - C7. Františka (1. 10. 1865 – 21. 5. 1947) ∞ (30. 1. 1883) Adam Havlíček (21. 6. 1852 – 28. 2. 1925)
    - C8. Vincenc (26. 10. 1867 – 4. 5. 1972)
    - C9. Arnošt  (23. 9. 1869 – 5. 12. 1906) ∞ (5. 6. 1900) Marie Julišová
    - C10. Zdenka (27. 7. 1871 – 6. 2. 1934) ∞ (17. 8. 1891) Josef Holzbach (19. 11. 1856 – 9. 10. 1927), lékárník
    - C11. Augusta (19. 6. 1873 – 20. 10. 1956) ∞ (27. 4. 1898) Jindřich Emmer (26. 6. 1860 – 16. 9. 1939), továrník

## Erb
V roce 1912 byla rodina nobilitována (Josef, 1838–1920 a jeho potomci) a získala právo užívat erb: „Čtvrcený štít, v prvním modrém poli dva stříbrné zkřížené tkalcovské člunky, nad nimi stříbrné vřeteno. Ve druhém a třetím červeném poli zlatý lev s modrou zbrojí, držící v pravé přední tlapě dvě, k sobě přivrácená, spojená lekna. Ve čtvrtém stříbrném poli vzrostlá lípa přirozené barvy. Nad štítem dvě přilbice. Na pravé přilbici modré a bílé složené křídlo, přikrývadla modro-stříbrná, na levé přilbici vyrůstající lev, držící v tlapě spojená lekna, přikrývadla červeno-zlatá.“